# Björn Palmqvist
Björn Palmqvist, född den 15 mars 1944, är en svensk tidigare ishockeyspelare. Han spelade 12 säsonger med Djurgårdens IF. Han spelade också 164 landskamper för svenska landslaget åren 1966-1972. Han fick Stora Grabbars Märke nummer 67 i ishockey. 

## Meriter
- VM-silver 1970, 1969, 1967
- VM-brons 1972, 1971
- OS-fyra 1972, 1968

## Klubbar
- Alfredshems IK, 1961-1963, division 2 och 1
- Modo Hockey, 1963-1965, division 1
- Djurgårdens IF, 1965-1973, division 1
- IF Björklöven, 1973-1974, division 1
- Djurgårdens IF, 1974-1978, division 1, Elitserien
- Haninge HC, 1980-1981, division 2